# بابلو بيكر
بابلو بيكر (بالإنجليزية: Pablo Becker)‏ (19 أبريل 1993 في الأرجنتين - ) هو لاعب كرة قدم جنوب أفريقي في مركز الوسط. لعب مع روزاريو سنترال.

## وصلات خارجية
- بابلو بيكر على موقع قاعدة بيانات كرة القدم.إي يو (الإنجليزية)
- بابلو بيكر على موقع Soccerway.com (الإنجليزية)